# Galiciska akademin för det portugisiska språket
Galiciska akademin för det portugisiska språket (portugisiska: Academia Galega da Língua Portuguesa) är en akademi i den nordspanska autonoma regionen Galicien som främjar galiciskan utifrån ståndpunkten att den utgör en dialekt av portugisiska språket. Akademin verkar för ett gemensamt standardspråk för portugisiska och galiciska. Akademin bildades år 2008 och har sitt säte i Santiago de Compostela.